# Lunar Crush
Lunar Crush är ett musikalbum av gitarristen David Fiuczynski och keyboardisten John Medeski. Skivan spelades in i RPM Studios, New York den 5 till den 7 januari, 1994.

## Låtlista
1. "Vog" – 6:42
2. "Pacifica" – 4:25
3. "Gloria Ascending" – 6:01
4. "Pineapple" – 3:55
5. "Quest" – 6:38
6. "Freelance Brown" – 6:33
7. "Slow Blues For Fuzy's Mama" – 6:50
8. "Lillies That Fester..." – 4:25
9. "122 St. Marks" – 5:20
10. "Fima's Sunrise" – 6:10

## Medverkande
- David Fiuczynski — gitarr
- John Medeski — keyboard
- Fima Ephron — akustisk bas, elbas
- Gloria Topp — sång
- Michelle Johnson — sång
- Jojo Mayer — trummor
- Gene Lake — trummor